# Monasterio de Santa María de La Rábida

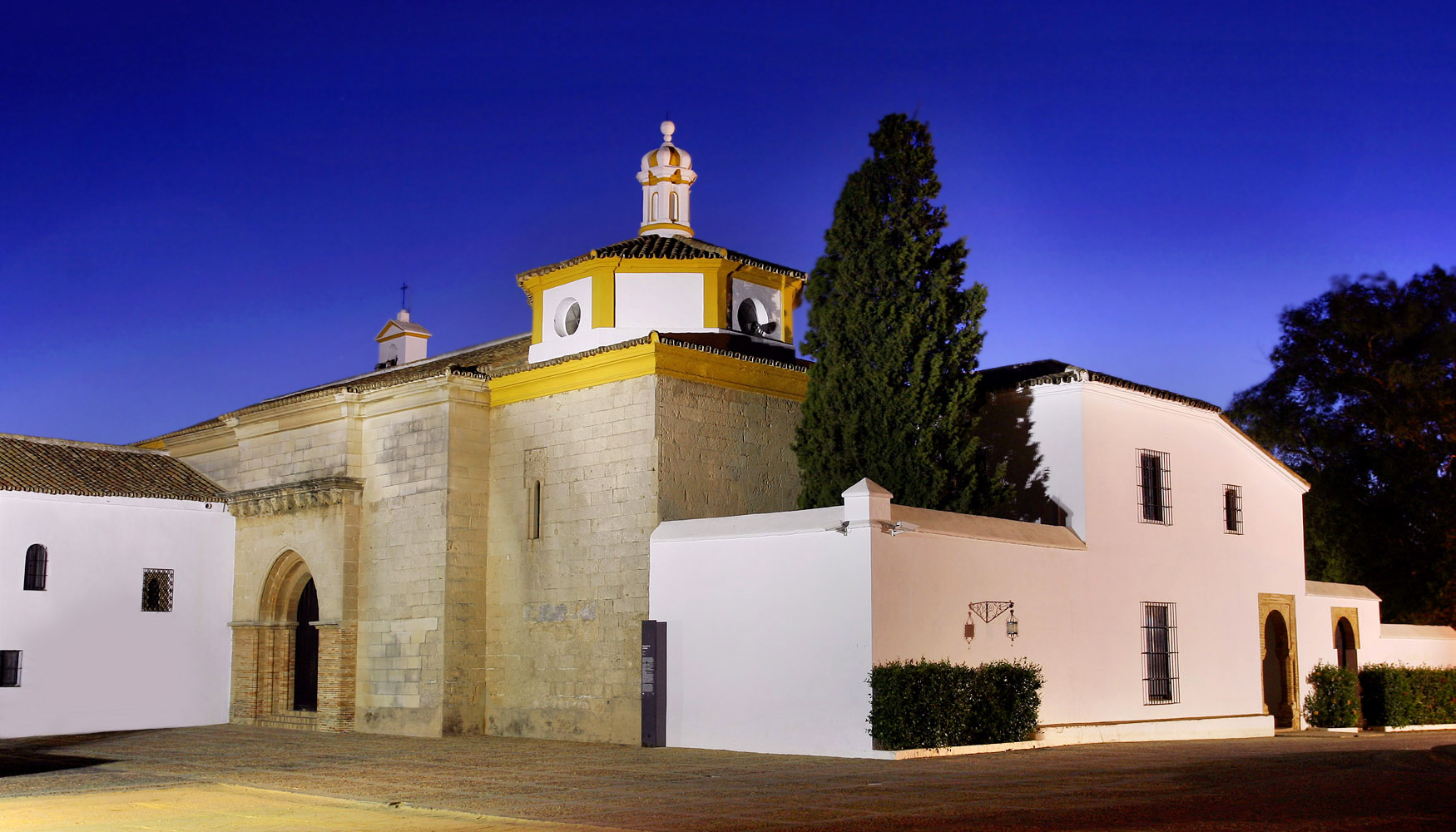
Monasterio de Santa María de La Rábida

Das Monasterio de Santa María de La Rábida (dt.: Kloster der heiligen María von la Rábida) südlich der spanischen Stadt Huelva mit Blick auf die Isla Saltés bei der Küstenstadt Punta Umbría ist ein zwischen dem 14. und 15. Jahrhundert im gotischen Mudéjarstil errichtetes Franziskanerkloster. Seit 1856 steht der westlich oberhalb der Mündung des Río Tinto in den Fluss Odiel liegende Bau unter Denkmalschutz.
Die Anlage auf unregelmäßigem Grundriss mit zwei Innenhöfen erstreckt sich östlich eines kleinen Parks über eine Fläche von rund 2000 m². Im Laufe der Jahre wurden zahlreiche Veränderungen an den Bauten vorgenommen, vor allem nach dem Erdbeben von Lissabon 1755.
Bekannt ist das Kloster vor allem deswegen, weil hier Christoph Kolumbus auf dem Weg nach Huelva logierte, wo er sich zu seiner Reise in die Neue Welt einschiffen wollte. Dort hielten ihn der Franziskaner Fray Juan Pérez und der Arzt García Hernández zurück. Pérez schrieb der Königin einen eindringlichen Brief und erreichte so, dass Kolumbus an den Hof zurückgerufen wurde und Königin Isabella von Kastilien schließlich nach langen Verhandlungen den Plänen zu den hohen Konditionen von Kolumbus zustimmte.
Im Kloster La Rábida liegt Martín Alonso Pinzón begraben, der nur wenige Tage nach der Rückkehr von der ersten Reise von Kolumbus verstarb. Darüber hinaus wurde dieser Ort nach der Rückkehr von einigen ihrer Eroberungsexpeditionen von Hernán Cortés, Gonzalo de Sandoval und Francisco Pizarro besucht.
Das Kloster ist ein bedeutender Ort der kulturgeschichtlichen Route der Kolumbus-Stätten Lugares colombinos.
Die Zufahrt ist über die Nationalstraße N-442 empfohlen, von der 1,2 Kilometer südlich der Brücke über den Río Tinto die A-5025 in nördlicher Richtung nach Paolo de la Frontera abzweigt. Etwa 300 m nach Passieren des Parco Botánico José Celestino Mulis geht es in einem Kreisverkehr links zum Kloster La Rabida.